# Otto Lehmann (fysiker)
Otto Lehmann, född 13 januari 1855 i Konstanz, död 17 juni 1922 i Karlsruhe, var en tysk fysiker.
Lehmann blev 1876 filosofie doktor i Strassburg, 1883 extra ordinarie professor i Aachen, 1888 professor i elektroteknik i Dresden och 1889 professor i fysik vid Polytechnikum i Karlsruhe. 
Lehmann gjorde sig känd genom flera arbeten inom elektricitetslärans område, särskild angående elektriska urladdningar i gaser, liksom genom användning av mikroskopet för studiet av kristallbildningar. Han konstruerade också (1877) ett så kallat kristallisationsmikroskop. Sina erfarenheter på detta område samlade han i Molekularphysik (två delar, 1888-89). Från 1887 ägnade sig Lehmann främst åt att studera så kallade flytande kristaller, vilkas existens varit betvivlad, men efter Lehmanns och andras undersökningar fastställdes. 
Det mest omfattande av Lehmanns många arbeten på detta område är Flüssige Krystalle (1903). Han utgav även Physikalische Technik (1885), Krystallanalyse (1891), Elektricität und Licht (1895), Die elektrischen Lichterscheinungen (1898) samt nya upplagor av Joseph Fricks Physikalische Technik (1900; sjunde upplagan 1904) och Johann Heinrich Jacob Müllers Grundriss der Physik (14:e upplagan 1896) och han var genom dessa arbeten en av sin tids mest produktiva läroboksförfattare på fysikens och elektroteknikens områden.